# Храм Святого Миколи Чудотворця (Чернігів)
Храм святого Миколи Чудотворця — новозбудований храм Чернігівської єпархії УПЦ (МП) у місті Чернігові.
Храм зведений у пам'ять учасників війни в Афганістані і взагалі всіх воїнів, що віддали своє життя за батьківщину і віру.
Двічі на місяць в храмі служать панахиди по загиблих воїнах в Афганістані, Другій Світовій та під час інших воєн. Храм зводився на кошти від добровільних внесків прихожан, хоча були і солідні меценати.
Храм зведено навпроти обласної лікарні, неподалік від онкологічного диспансеру та ветеранського
шпиталю — місць, в яких бувають люди, які особливо потребують духовної підтримки. А саме Святий Миколай, як відомо, є покровителем і захисником усіх, кому потрібна допомога.
Ще в Київській Русі Св. Миколай користувався великою шаною і повагою як покровитель подорожуючих, заступник бідних та убогих. Жодному святому у православній церкві не зводили стільки храмів та церков, як Миколаю Чудотворцю.

## Будівництво
Свято-Миколаївський храм починався з котлована на пустирі. Проєктувався храм як однокупольний, але в процесі будівництва було змінено проєкт. Чернігівський архітектор Міненко запропонував проєкт семикупольного храму, який і був втілений в життя.
Біля храму джерело з цілющою водою, над яким встановлена композиція «Покрова Пресвятої Богородиці».

## Архітектура
Архітектурне рішення храму своєрідне, аналогів йому немає. В основі його плану лежить безстовпний варіант хрестовокупольного храму з елементами базиліки. Перед нами складна об'ємна композиція храму, що наростає вгору. В архітектурі храму також використані елементи давньоруської архітектури — арки закомари, що нагадують закомари П'ятницької церкви у поєднанні з розкритою в інтер'єр центральною банею. Рукави архітектурного хреста перекриті напів циліндричними склепіннями і над ними поставлено чотири малих куполи. Стрункий барабан центральної бані поставлений на підпружні арки, що підняті вище склепінь, що до них примикають. Над північним і південним входами зроблено 3 яруси арок закомар, що надають споруді більшої стрункості і додаткового освітлення в інтер'єрі.
Західний фасад фланкують дві вежі. Наявність на головному фасаді двох масивних веж є елементом готичної архітектури. Вежі двоповерхові, одна з них (південно-західна) виконує функцію дзвіниці. На дзвіниці розмішені сім дзвонів.
Декор фасадів храму стриманий, площини стін оживляють двохуступчаті ніші, в яких розміщені живописні зображення святих та багатопрофільний карниз, який прикрашає кожний ярус веж, а також бані куполів. Стіни храму потиньковані і побілені у два кольори: площини стін бежеві, а багатопрофільний карниз, кутові пілястри і обрамлення вікон та дверей — білі. Над західним центральним входом в арці зображений Св. Миколай з моделлю цього храму, зліва від входу в ніші північно-західної вежі — зображення Архангела Гавриїла, а справа в ніші південно-західної вежі — Архангела Михаїла.
В інтер'єрі храму чітко відчувається цілісний підхід до його оформлення. Стіни та склепіння храму прикрашає олійний живопис, а площини уступів середніх арок над бічними входами оздоблені вітражами: над південним — із зображенням св. Бориса і Гліба, над північним — Св. Юрія і Св. Димитрія.

## Іконостас
У храмі встановлено триярусний іконостас. Він був виготовлений у Рівному спеціально для Свято-Миколаївського храму. Для основи іконостасу і різьблення використано дерево липа. Різьблені деталі позолочені. Позолоту виконав майстер Гапанюк.
У центрі іконостаса — царські врата з зображенням чотирьох євангелістів та композиції «Благовіщення». Зліва Царських врат ікони «Богоматір з немовлям» і «Архангел Гавриїл», справа — «Ісус Христос», «Архістратиг Михаїл» та «Микола Чудотворець». Цокольний ряд прикрашений різьбленням. Ікони писав іконописець Василь Павлович (родом з Буковини), він же автор і настінного живопису, окрім живопису вівтаря, який розписали почаївські ченці, і купола, який розписав майстер Володимир.

## Галерея

2010 р. Передній план
2011 р. Задній план